# Liste der Stolpersteine in Sulzburg
Die Liste der Stolpersteine in Sulzburg führt die vom Künstler Gunter Demnig verlegten Stolpersteine in Sulzburg auf, einer Gemeinde im Markgräflerland. Stolpersteine erinnern an das Schicksal der Menschen, die von den Nationalsozialisten ermordet, deportiert, vertrieben oder in den Suizid getrieben wurden. Sie liegen im Regelfall vor dem letzten selbstgewählten Wohnsitz des Opfers.
Die ersten Verlegungen erfolgten am 27. Juni 2014.

## Verlegte Stolpersteine
In Sulzburg wurden 13 Stolpersteine an vier Adressen verlegt.
| Stolperstein                                                                          | Inschrift | Verlegeort                   | Name, Leben |
| ------------------------------------------------------------------------------------- | --- | ---------------------------- | --- |
| Stolperstein für Adolf Bloch, Hauptstraße 52 in Sulzburg, Baden-Württemberg           | HIER WOHNTE ADOLF BLOCH JG. 1869 ZWANGSVERKAUF DES HAUSES 1939 DEPORTIERT 1940 GURS TOT 28.1.1941                                    | Hauptstraße 52 (Lage)        | Adolf Bloch wurde am 17. April 1869 in Sulzburg geboren. Seine Eltern waren Wolf Bloch (1830–1905) und Henriette, geborene Wieler (1835–?). Er hatte vier Brüder und drei Schwestern. Wahrscheinlich absolvierte Adolf Bloch in Berlin eine Ausbildung zum Buchbinder und ging 1905 nach Basel. Er heiratete Amalie Dreyfuss, die aus dem Elsass stammte und kehrte im April 1905 mit seiner Frau nach Sulzburg zurück. Wenige Häuser von seinem Bruder Meier Max entfernt eröffneten er und seine Frau ein kleines Fisch-, Samen- und Obstgeschäft. Adolf Bloch wurde als „Fischjud“ bekannt, mit seinem Fass voller Fische in einem Wägelchen zog er zum Verkauf über das Land. Die Blochs sollen sehr arm gewesen sein. Das Ehepaar blieb kinderlos. Während des Novemberpogroms 1938 zerstörten Nationalsozialisten das Geschäft. Die Blochs mussten 1939 ihr Haus verkaufen und in das jüdische Gemeindehaus in der Mühlbachstraße (Heute Gustav-Weil-Straße) ziehen. Das Ehepaar wurde am 22. Oktober 1940 verhaftet und in das Camp de Gurs deportiert. Adolf Bloch verlor dort am 28. Januar 1941 sein Leben, seine Frau ihres wenige Tage vor ihm. Bis auf seinen Bruder Meier Max Bloch waren alle Geschwister schon sehr früh verstorben. Sein Bruder Meier Max Bloch wurde im Februar 1942 im Camp du Récébédou ermordet. |
| Stolperstein für Amalie Bloch, Hauptstraße 52 in Sulzburg, Baden-Württemberg          | HIER WOHNTE AMALIE BLOCH GEB. DREYFUSS JG. 1867 DEPORTIERT 1940 GURS TOT 9.1.1941                                                    | Hauptstraße 52 (Lage)        | Amalie Bloch, geborene Dreyfuss, wurde am 10. Januar 1867 in Uffheim im Elsass geboren. Sie heiratete Adolf Bloch aus Sulzburg und zog mit ihm in seinen Heimatort. Das Ehepaar führte ein Fisch-, Samen- und Obstgeschäft. Während des Novemberpogroms 1938 zerstörten Nationalsozialisten das Geschäft. Die Blochs mussten ihr Haus verkaufen und in das jüdische Gemeindehaus umziehen. Das Ehepaar wurde am 22. Oktober 1940 verhaftet und in das Camp de Gurs deportiert. Amalie Bloch verlor dort am 9. Januar 1941 ihr Leben, ihr Ehemann wenige Tage später. |
| Stolperstein für Elise Bloch, Hauptstraße 46 in Sulzburg, Baden-Württemberg           | HIER WOHNTE ELISE BLOCH GEB. LEVI JG. 1867 DEPORTIERT 1940 GURS MEHRFACH INTERNIERT BEFREIT / ÜBERLEBT                               | Hauptstraße 46 (Lage)        | Elise Bloch, geborene Levi, wurde am 8. Februar 1867 in Breisach geboren. Ihre Eltern waren Jakob Levi und Helene, geborene Wertheimer. Sie heiratete Meier Max Bloch, das Paar betrieb in Sulzburg ein Lebensmittel- und Wollgeschäft, das „’s Wolljüdele“ genannt wurde. Sie hatten eine Pflegetochter, Johanna Reutlinger, wahrscheinlich lebten ein paar Jahre auch Mitglieder der Familie Nesselstrauß bei den Blochs. Im August 1939 wurden sie gezwungen ihr Haus zu verkaufen und in das jüdische Gemeindehaus zu ziehen. Von dort wurde das Ehepaar am 22. Oktober 1940 in das Camp de Gurs deportiert. Elise Bloch konnte überleben, im Sommer 1949 schrieb sie aus einem Altersheim in Lourdes bezüglich der Restitution ihres Eigentums. Alise Bloch starb am 6. Oktober 1949 in einem Heim in Rosny sous Bois. Ihr Ehemann verlor 1942 sein Leben im Camp du Récébédou. |
| Stolperstein für Gustav Bloch, Hauptstraße 70 in Sulzburg, Baden-Württemberg          | HIER WOHNTE GUSTAV 'GUSTEL' BLOCH JG. 1894 FLUCHT 1933 FRANKREICH INTERNIERT DRANCY DEPORTIERT 1944 KOWNO ERMORDET                   | Hauptstraße 70 (Lage)        | Gustav Bloch wurde am 5. Januar 1894 in Sulzburg geboren. Seine Eltern waren Moses Bloch und Lina, geborene Rothschild. Er hatte zumindest einen Bruder, Bernhard. Gustav Bloch wurde Zahnarzt, hatte eine Praxis in Sulzburg, des Weiteren eine Praxis in Kirchhofen, die er zusammen mit Hans Fuchs betrieb. Bloch führte in Sulzburg die Reihenuntersuchung von Schulkindern ein. Schon 1932 hetzte sein Konkurrent, der Zahnarzt Hans Erley, in der nationalsozialistischen Tageszeitung Der Alemanne gegen Bloch. Im Jahr 1933 wurde er von Nationalsozialisten nachts aus seiner Wohnung entführt, in einem Feld zwischen Heitersheim und Eschbach fast tot geprügelt und ohne Kleidung liegengelassen. Der Eschbacher Pfarrer gab ihm Kleidung und Bloch ging zurück nach Sulzburg. Wenige Wochen später wurde er verhaftet und von 16. März bis 11. Mai 1933 in „Schutzhaft“ genommen. Seine Entlassung erfolgte unter der Auflage, Deutschland verlassen zu müssen, seine Praxis übernahm Hans Erley, Kreisleiter von Freiburg und später Bürgermeister von Staufen. Gustav Bloch flüchtete über die Schweiz nach Paris, holte dorthin auch seinen Bruder und dessen Familie. Am 13. Juli 1939 heiratete Bloch Hedwig Kaufmann. Nach dem Einmarsch deutscher Truppen in Frankreich erfolgte seine Verhaftung durch die Gestapo, entweder in Marseille oder in Nizza. Er wurde in das Sammellager Drancy deportiert und von dort am 15. Mai 1944 mit dem Transport Nr. 73 in das Fort IX nach Kaunas deportiert. Gustav Bloch wurde für tot erklärt. Seine Frau entdeckte nach dem Krieg in Drancy eine Einritzung, die von Bloch stammte. Ihr selber gelang die Flucht, sie lebte in den 1950er Jahren in Rio de Janeiro, heiratete erneut und starb 2003 in Johannesburg. |
| Stolperstein für Josef Bloch, Hauptstraße 70 in Sulzburg, Baden-Württemberg           | HIER WOHNTE JOSEF 'SEPP' BLOCH JG. 1886 DEPORTIERT 1940 GURS INTERNIERT DRANCY 1942 AUSCHWITZ ERMORDET                               | Hauptstraße 70 (Lage)        | Josef Bloch |
| Stolperstein für Martha Bloch, Hauptstraße 70 in Sulzburg, Baden-Württemberg          | HIER WOHNTE MARTHA 'MARTEL' BLOCH JG. 1891 DEPORTIERT 1940 GURS INTERNIERT DRANCY 1942 AUSCHWITZ ERMORDET                            | Hauptstraße 70 (Lage)        | Martha Bloch |
| Stolperstein für Max Bloch, Hauptstraße 46 in Sulzburg, Baden-Württemberg             | HIER WOHNTE MAX BLOCH JG. 1867 ZWANGSVERKAUF DES HAUSES 1939 DEPORTIERT 1940 GURS INTERNIERT RECEBEDOU TOT 12.2.1942                 | Hauptstraße 46 (Lage)        | Maier Max Bloch |
| Stolperstein für Moses Bloch, Hauptstraße 70 in Sulzburg, Baden-Württemberg           | HIER WOHNTE MOSES BLOCH JG. 1855 DEPORTIERT 1940 GURS INTERNIERT NOÉ TOT 19.3.1941                                                   | Hauptstraße 70 (Lage)        | Moses Bloch wurde am 19. Januar 1855 in Sulzburg geboren. Seine Eltern waren Joseph Bloch (1821–1883) und Beile geb. Weil (1825–1915). Er hatte sieben Geschwister. Er heiratete Pauline geb. Rothschild, genannt Lina. Das Paar hatte sieben Kinder. Gemeinsam mit seiner Frau wurde Moses Bloch 1940 verhaftet und in das Camp de Gurs verschleppt, ein Konzentrationslager nahe den Pyrenäen. Danach wurde er in das Camp de Noé im überstellt. Dort starb er 86-jährig am 19. März 1941. Seine Frau starb nach ihrer Entlassung aus der KZ-Haft im Dezember 1944 in Paris. Drei seiner Kinder wurden vom NS-Regime in Auschwitz ermordet (Josef, Rosa und Martha), ein Sohn in Kowno (Gustav). Zwei seiner Geschwister kamen ebenfalls im Camp de Noé ums Leben. Drei seiner Kinder und vier Enkelkinder konnten die Shoah überleben, sie starben durchwegs hochbetagt in den Exilländern Belgien, Frankreich, Schweiz und in den USA. |
| Stolperstein für Pauline Bloch, Hauptstraße 70 in Sulzburg, Baden-Württemberg         | HIER WOHNTE PAULINE 'LINA' BLOCH GEB. ROTHSCHILD JG. 1862 DEPORTIERT 1940 GURS INTERNIERT NOÉ BEFREIT AUG. 1944 TOT 27.12.1944 PARIS | Hauptstraße 70 (Lage)        | Pauline Bloch geb. Rothschild |
| Stolperstein für Rosa Bloch, Hauptstraße 70 in Sulzburg, Baden-Württemberg            | HIER WOHNTE ROSA 'RÖS' BLOCH JG. 1888 DEPORTIERT 1940 GURS INTERNIERT DRANCY 1942 AUSCHWITZ ERMORDET                                 | Hauptstraße 70 (Lage)        | Rosa Bloch |
| Stolperstein für Toni Bloch, Hauptstraße 70 in Sulzburg, Baden-Württemberg            | HIER WOHNTE TONI BLOCH GEB. BAUM JG. 1889 DEPORTIERT 1940 GURS INTERNIERT DRANCY 1942 AUSCHWITZ ERMORDET                             | Hauptstraße 70 (Lage)        | Toni Bloch geb. Baum |
| Stolperstein für Elfriede Kahn, Gustav-Weil-Straße 20 in Sulzburg, Baden-Württemberg  | HIER WOHNTE ELFRIEDE KAHN GEB. BÄNDEL JG. 1889 DEPORTIERT 1940 GURS INTERNIERT DRANCY 1942 AUSCHWITZ ERMORDET 16.8.1942              | Gustav-Weil-Straße 20 (Lage) | Elfriede Kahn geb. Bändel wurde 1889 geboren. Sie war vor ihrer Heirat Gemeindeschwester in Basel. Sie heiratete den Viehhändler Leo Louis Kahn. Das Paar hatte vier Kinder, drei Mädchen und einen Jungen. Dem Ehepaar gelang es nach Hitlers Machtergreifung, alle vier Kinder ins Ausland und somit in Sicherheit zu bringen. Die vier Kinder gelangten über die Schweiz in die Vereinigten Staaten. Das Ehepaar konnte sich selbst nicht mehr retten. Elfriede Kahn und ihr Ehemann wurden verhaftet, am 22. Oktober 1940 nach Gurs verschleppt, 1942 nach Auschwitz deportiert und dort ermordet. |
| Stolperstein für Leo Louis Kahn, Gustav-Weil-Straße 20 in Sulzburg, Baden-Württemberg | HIER WOHNTE LEO LOUIS KAHN JG. 1884 'SCHUTZHAFT' 1938 DACHAU DEPORTIERT 1940 GURS INTERNIERT DRANCY 1942 AUSCHWITZ ERMORDET          | Gustav-Weil-Straße 20 (Lage) | Leo Louis Kahn war 1884 geboren. Er war Viehhändler und verheiratet mit Elfriede geb. Bändel. Das Paar hatte vier Kinder, drei Mädchen und einen Jungen. Dem Ehepaar gelang es nach Hitlers Machtergreifung, alle vier Kinder ins Ausland und somit in Sicherheit zu bringen. Sie gelangten über die Schweiz in die Vereinigten Staaten. Das Ehepaar konnte sich selbst nicht mehr retten. Sie wurden verhaftet, am 22. Oktober 1940 nach Gurs verschleppt, 1942 nach Auschwitz deportiert und dort ermordet. |

## Verlegedaten
- 27. Juni 2014: Gustav-Weil-Straße 20
- 10. Februar 2015: Hauptstraße 46 und 52
- 26. Februar 2018: Hauptstraße 70